# Sotto le stelle
Sotto le stelle è stato un programma televisivo italiano estivo della Rete 1, oltre che su TMC, replicando solo la seconda edizione, ma alla Rai, viene trasmesso per 6 stagioni a partire dal 6 agosto 1981 il giovedì sera alle 20:40.

## Prima edizione
Il varietà, dall'impronta dinamica e fortemente scenografica, nel tipico stile di Gianni Boncompagni, vede come conduttrici Isabella Ferrari e Lucia Alberti.
I numeri si susseguono in una logica di flusso. Il programma, ricco di gag, balletti, ospiti in studio, numeri di magia vede nel cast i monologhi comici di Mario Marenco e Maurizio Micheli, ed i numeri musicali di Russell Russell che canta anche la sigla iniziale.
Lo studio si avvale di scenografie suggestive e ricercate per l'epoca, che sottolineano la dinamicità ed il susseguirsi delle situazioni.

### Cast tecnico
- Regia: Gianni Boncompagni
- Autori: Gianni Boncompagni, Giancarlo Magalli
- Scenografia: Luciano Del Greco
- Costumi: Corrado Colabucci
- Coreografie: Russell Russell
- Direzione musicale: Paolo Ormi

## Edizioni successive
Il programma è andato avanti per altre cinque edizioni estive con un cast completamente rinnovato, nel 1982 padrone di casa è Christian De Sica, nel 1983 la conduzione viene affidata al trio Sammy Barbot, Corinne Cléry e Carlo Massarini, nel 1984 per la regia di Adolfo Lippi i protagonisti della trasmissione, che viene registrata all'Auditorium della Rai di Napoli, sono Eleonora Giorgi, conduttrice del programma, Bertín Osborne ed i Righeira, che interpretano le sigle iniziale e finale, mentre nel 1985 padrona di casa sarà Eleonora Brigliadori, affiancata dalla band Kid Creole and The Coconouts. Infine nell'ultima edizione targata 1986 è Edwige Fenech a fare gli onori di casa.
Nel 1984 la formula dello spettacolo viene trasformata in una gara di canzoni, con squadre divise in due gruppi: il classico con lo spagnolo Bertín Osborne, ed il rock con i Righeira.La Giorgi, in coppia con Michele Placido, si produce in una parodia-remake di film famosi, e nella realizzazione di dodici video musicali accanto al gruppo inglese dei Madness per le prime sei puntate e degli Skiantos per le altre sei, diretti da Gianfranco Giagni e Giandomenico Curi e controprogrammava su Canale 5 la coppia con Sandra e Raimondo con le repliche della prima e della seconda edizione di Attenti a noi due. Le ore di programmazione estive in TV sono state cambiate, ma c'è l'addio definitivo ai quiz condotti da Roberto Arnaldi su TMC e al varietà pomeridiano con Gianni Minà su Rai 2 Blitz.
L'edizione del 1985 di Sotto le stelle va in onda per 12 puntate dal 6 luglio al 21 settembre, con la conduzione di Eleonora Brigliadori e Kid Creole and the Coconuts, gli autori del programma sono Carla Vistarini, Francesca Marciano, Gianni Manganelli e Piccio Raffanini che è anche regista. La struttura Rai è quella di Brando Giordani, il delegato alla produzione è Paolo Giaccio e su Canale 5 invece risponde con Claudio Lippi per il quiz Il buon paese e un anno dopo con La Corrida con Corrado.

## Cast tecnico
- Sotto le stelle n.1 (1981)

Autori: Gianni Boncompagni, Giancarlo Magalli, Mario Marenco, Minellono
Direzione Musicale: Claudio Simonetti
Regia: Gianni Boncompagni
Conduzione: Mario Marenco, Diana De Curtis, Alessandra Stordy, Francesca Antonaci
Puntate: 13
Rete: TV1
Data trasmissione: 06/08/1981 – 29/10/1981
- Sotto le stelle n. 2 (1982)

Autori: Roberto D'Agostino, Paola Zanuttini
Regia: Giancarlo Nicotra
Conduzione: Christian De Sica, Roberta Manfredi, Cristina Moffa, Chiara Moretti, Caterina De Santis, Mario Marenco, Gianfranco D'Angelo
Puntate: 9
Rete: TV1
Data trasmissione: 03/07/1982 – 28/08/1982
- Sotto le stelle n. 3 (1983)

Autori: Raoul Giordano, Giancarlo Magalli, Gennaro Ventimiglia, Gustavo Verde
Regia: Adolfo Lippi
Conduzione: Corinne Cléry, Sammy Barbot, Carlo Massarini, Eleonora Giorgi
Puntate: 12
Rete: TV1
Data trasmissione: 02/07/1983 – 17/09/1983
- Sotto le stelle n. 4 (1984)

Autori: Leonardo Benvenuti, Piero De Bernardi, Guglielmo Enea, Francesca Melandri, Roberto Ivan Orano
Regia: Adolfo Lippi
Conduzione: Eleonora Giorgi, Bertin Osborne, Righeira, Franca Valeri
Puntate: 12
Rete: Raiuno
Data trasmissione: 07/07/1984 – 22/09/1984
- Sotto le stelle n. 5 (1985)

Autori: Carla Vistarini, Gianni Manganelli, Francesca Marciano, Piccio Raffanini
Regia: Piccio Raffanini
Conduzione: Eleonora Brigliadori, Kid Creole and The Coconouts
Puntate: 12
Rete: Raiuno
Data trasmissione: 06/07/1985 – 21/09/1985
- Sotto le stelle n. 6 (1986)

Autori: Leo Chiosso, Sergio D'Ottavi
Direzione Musicale: All Stars Orchestra
Regia: Lino Procacci
Conduzione: Edwige Fenech, Aldo Giuffre', Carlo Giuffre'
Puntate: 12
Rete: Raiuno
Data trasmissione: 05/07/1986 – 20/09/1986

## Curiosità
- In una scena del film del 2017 Chiamami col tuo nome si può trovare la famiglia del giovane protagonista che si vede alla televisione una puntata dello show nell'edizione condotta da Corinne Cléry, Sammy Barbot e Carlo Massarini.[3]